# Jacques Favarger
Pour les articles homonymes, voir Favarger (homonymie).
Jacques Favarger, né le 31 décembre 1889 à Neuchâtel et mort le 21 janvier 1967 à Prilly, est un architecte suisse. Après la Seconde Guerre mondiale, il travaille principalement pour le logement social.

## Biographie
Jacques Philippe Favarger est le fils d'un ingénieur, Paul Charles Favarger, et de Mathilde Heim. En 1916, il épouse Marie Convert, fille de l'architecte neuchâtelois Robert Convert, chez qui il a fait son apprentissage ; ils sont les parents de Robert Favarger (1919-1980), artiste peintre et dessinateur.
Jacques Favarger n'est pas passé par une école d'architecture ; il a appris son métier sur le terrain[réf. nécessaire]. Il commence sa carrière dans les services de la ville de Lausanne et y reste jusqu'en 1925. Il s'associe alors pendant quelque temps avec Charles Dubois. Après la guerre, on le trouve associé pendant quelques années avec Bernard Murisier.
En 1931-1932, il participe au concours d'urbanisme lancé par la ville de Lausanne pour une préfiguration de l'extension de la ville. Il est classé deuxième sur quarante-neuf projets, derrière Georges Épitaux et devant Jean Tschumi.
Il a été actif principalement à Lausanne et dans le canton de Vaud, mais a travaillé aussi à l'étranger : Ankara (Turquie), Tanger (Maroc).
Politiquement, Jacques Favarger s'est engagé au Parti ouvrier et populaire. Son intérêt pour le logement économique et social est lié à son engagement politique.

## Constructions
Le style de Jacques Favarger est assez varié. Il s'inscrit parfois dans une tradition régionaliste ou néoclassique, mais il a aussi produit des réalisations résolument modernistes.
- Lausanne, Les Claires Maisons[6], Lausanne, avec Charles Dubois (1929).
- Lausanne, École des métiers[7], Lausanne, avec Charles Dubois, Frédéric Gilliard, Frédéric Godet (1929-1930).
- Lausanne, Immeuble Rialto[8], Vevey, place de l'Hôtel-de-Ville, avec Charles Dubois (1930).
- Lausanne, Le Noyer,  chemin du Levant, maison familiale d'Erna Hamburger (1932).
- Bussigny, Garage Arc-en-Ciel (1953), avec grande arche et marquise en voile de béton[9].
- La Chaux-de-Fond, Building, Bois-Noir 15-23 (1955), avec Bernard Murisier.